# Chamaecrista decora
Chamaecrista decora là một loài thực vật có hoa trong họ Đậu. Loài này được (H.S. Irwin & Barneby) Conc., L.P. Queiroz & G.P. Lewis mô tả khoa học đầu tiên năm 2008.